# 擁抱機
擁抱機（英語：Hug machine），又稱擁抱箱等，是一種深部壓覺裝置，能夠安撫过度敏感的人，比如自閉症譜系障礙患者。這種裝置是由天寶·葛蘭汀在上大學時發明的。
因為自閉症會影響人的社交和敏感度，葛蘭汀針對這一問題，設計了用於緩解感官的擁抱機。

## 功能
它在某些感官過度敏感的患者身上（通常即自閉患者），有舒緩壓力的功效，她自己也曾是這機器的長期使用者。而隨後學者的研究，也多支持其減輕壓力的效果，但卻不完全同意消除焦躁的功能。

## 外部連結
- Dr. Temple Grandin's Webpage: Livestock Behaviour, Design of Facilities and Humane Slaughter （页面存档备份，存于） (Grandin.com)
- Description and schematic details of the squeeze machine （页面存档备份，存于） (Grandin.com)
- Hug Machine Building Directions